# Олейников, Александр Григорьевич
Александр Григорьевич Олейников (1922, Кубано-Черноморская область — неизвестно) — бригадир арматурщиков строительного управления высотной плотины управления строительства Ингурской ГЭС Министерства энергетики и электрификации СССР, Грузинская ССР. Герой Социалистического Труда (1979).

## Биография
Родился в 1922 году в крестьянской семье в одном из сельских населённых пунктов Кубано-Черноморской области. После получения начального образования трудился в сельском хозяйстве. Участвовал в Великой Отечественной войне. Воевал командиром отделения Отдельного гвардейского учебного батальона в составе 68-й гвардейской стрелковой дивизии. За подвиг на территории Винницкой области награждён Орденом Славы III степени.
После демобилизации в звании гвардии сержанта трудился на строительстве различных гидросооружений и водохранилищ. Возглавлял бригаду арматурщиков. За выдающиеся трудовые достижения на строительстве Куйбышевской ГЭС награждён в 1958 году Орденом Трудового Красного Знамени.
С начала 1970-х годов руководил бригадой арматурщиков на строительстве Ингурской ГЭС в городе Зугдиди. Его бригада показывала высокие трудовые результаты. В 1977 году ИнгуриГЭС была введена в эксплуатацию. Указом Президиума Верховного Совета СССР от 10 августа 1979 года удостоен звания Героя Социалистического Труда за «выдающиеся успехи, достигнутые при строительстве Ингурской гидроэлектростанции» с вручением ордена Ленина и золотой медали «Серп и Молот» (№ 19221).
Этим же указом званием Героя Социалистического Труда был награждён начальник управления строительства Ингурской ГЭС Михаил Аполлонович Цискаришвили.
С 1987 года — персональный пенсионер союзного значения. Дата его смерти не установлена.
Награды
- Герой Социалистического Труда
- Орден Ленина
- Орден Славы 3 степени (06.02.1944)
- Орден Трудового Красного Знамени (09.08.1958)
- Медаль «За трудовое отличие» (20.04.1971)